# Antonio Scarpa
Antonio Scarpa (9. svibnja 1752. – 31. listopada 1832.) bio je talijanski anatom i profesor medicine.

## Životopis
Antoni Scarpa rođen je u selu Motta (Lorenzaga di Motta di Livenza), južno od Tirola. S 15 godina krenuo je na Sveučilište u Padovi gdje je bio učenik Giovanni Battista Morgagnija i Marc Antonio Caldanija. 
Postao je liječnik 19. svibnja 1770., a 1772. postao je profesor na Sveučilištu u Modeni.

## Djela
- Lat. De structura fenestrae rotundae auris et de tympano secundario, anatomicae observationes, njegov je prvi objavljen rad, koji opisuje strukutre unutarnjeg uha. Objavljen je 1772.g. ubrzo nakon što je došao na Sveučilište u Modeni.

- Godine 1789. objavio je lat. Anatomicæ disquisitiones de auditu et olfactu, studiju organa sluha i njuha, koja je ubrzo postala glavno štivo o tim temama

- Objavio je lat. Tabulae neurologicae (punog naziva: lat. Tabulae nevrologicae ad illustrandam historiam cardiacorum nervorum, noni nervorum cerebri, glossopharingei et pharingei) 1794.g. što je bilo prvo djelo koje opisuje točno živce i inervaciju srca. Ovo djelo smatra se njegovim najboljim djelom.

- Lat. Commentarius de Penitiori Ossium Structura, 1799.g., opisuje staničnu strukturu kosti, zajedno sa zabilješkama o rastu i bolestima kostiju.

- Godine 1801. djelo, tal. Saggio di osservazioni e d’esperienze sulle principali malattie degli occhi opisuje i ilustrira glavne bolesti oka. Ovo djelo je prvi oftalmološki tekst na talijanskom, što mu je priskrbilo naziv "oca talijanske oftalmologije".

- Tal. Riflessioni ed Osservazione anatomico-chirugiche sull' Aneurisma, 1804., klasično je djelo o aneurizmama.

- Tal. Sull' ernie memorie anatomico-chirurgiche iz 1809. je rasprava o hernijama (kilama). Dodatak tome Sull' ernie del perineo je prva rasprava o perinealnim hearnijama.

- Fra. Traité pratique des hernie, ou, Mémoires anatomiques et chirurgicaux sur ces maladies iz 1812., autoritativno je djelo o hernijama. Oba naziva lat. Fascia Scarpa i lat. Trigonum femorale Scarpae nastali su iz ovog djela.